# 乱髪霜
乱髪霜（らんぱつそう）とは人間の髪の毛を黒焼きにして作った生薬のひとつである。止血効果、利尿効果があるとされる。しかし、日本における規制上は医薬品ではない。
主に衄血（じっけつ）、月経過多などに用いる。